# Salut per a tothom
La Salut per a tothom o Salut per a tots (Health For All, en anglès) és un objectiu sanitari establert per un grup de metges que treballava en atenció primària de salut a les zones rurals de la Xina, l'Índia i l'Àfrica. La declaració d'Alma-Ata va aplegar aquests principis de salut pública.

## Definició
Halfdan Mahler, director general (1973-1983) de l'OMS, va definir Salut per a tothom el 1981, de la següent manera:
Salut per a tothom significa que la salut s'ha de posar a l'abast de tothom en un país determinat. I per "salut" s'entén un estat de benestar personal, no només la disponibilitat de serveis de salut, un estat de salut que permet a una persona portar una vida social i econòmicament productiva. Salut per a tothom implica l'eliminació dels obstacles per a la salut (és a dir, l'eliminació de la malnutrició, la ignorància, l'aigua per beure contaminada i l'habitatge poc higiènic), tant com la solució de problemes purament mèdics com la manca de metges, llits hospitalaris, medicaments i vacunes.
- Salut per a tothom significa que la salut s'ha de considerar com un objectiu de desenvolupament econòmic i no només com un dels mitjans per assolir-la.
- Salut per a tothom exigeix, en última instància, alfabetització per a tothom. Fins que això es converteixi en realitat, exigeix com a mínim l'inici d'una comprensió del que significa salut per a cada individu.
- Salut per a tots depèn del progrés continuat en l'atenció mèdica i la salut pública. Els serveis sanitaris han de ser accessibles a tothom mitjançant l'atenció primària de salut, en què hi hagi una ajuda mèdica bàsica disponible a tots els pobles, avalada per serveis de derivació a atenció més especialitzada. La vacunació també ha d'assolir una cobertura universal.
- Salut per a tothom és, doncs, un concepte holístic que demana esforços en agricultura, indústria, educació, habitatge i comunicacions, igual que en medicina i salut pública. L'assistència mèdica per si sola no pot aportar salut a tothom. La salut per a aquestes persones requereix una nova forma de vida i noves oportunitats per tal de proporcionar un nivell de vida més alt.

L'adopció de Salut per a tothom per part del govern implica el compromís de promoure l'avenç de tots els ciutadans en un ampli front de desenvolupament i una resolució dels problemes que animi al ciutadà a assolir una major qualitat de vida.
El ritme de progrés dependrà de la voluntat política. L'Assemblea Mundial de la Salut creu que, donat un alt grau de determinació, la Salut per a tothom es podria assolir l'any 2000. Aquesta data objectiu és un repte per a tots els estats membres de l'OMS.

La base de l'estratègia Salut per a tothom és l'atenció primària de salut.
Dues dècades després, el director general de l'OMS, Lee Jong-wook (2003-2006), va reafirmar el concepte a l'Informe Mundial de la Salut de 2003:
La salut per a tothom es va convertir en l'eslògan d'un moviment. No era només un principi ideal, sinó organitzatiu: tothom necessita i té dret al màxim nivell de salut possible. Els principis continuen sent indispensables per a una visió coherent de la salut global. Convertir aquesta visió en realitat requereix claredat tant sobre les possibilitats com sobre els obstacles que han frenat i, en alguns casos, han invertit el progrés cap a la satisfacció de les necessitats de salut de totes les persones. Ara tenim una oportunitat real d'avançar, el que significarà vides més llargues i més saludables per a milions de persones, convertirà la desesperació en esperança realista i establirà les bases per millorar la salut de les generacions futures.